# Tovomita weberbaueri
Tovomita weberbaueri är en tvåhjärtbladig växtart som beskrevs av Adolf Engler. Tovomita weberbaueri ingår i släktet Tovomita och familjen Clusiaceae. Inga underarter finns listade i Catalogue of Life.